# Guillermo Lasso
Guillermo Alberto Santiago Lasso Mendoza (Guayaquil, 16 november 1955) is een Ecuadoriaans politicus. Tussen mei 2021 en november 2023 was hij president van Ecuador. Voordat Lasso werd verkozen, was hij bankier. Hij richtte in 2013 de Movimiento CREO op, een conservatieve politieke partij.
Lasso was driemaal presidentskandidaat: in 2013, 2017 en 2021. In 2013 bemachtigde hij de tweede plaats en verloor hij van president Rafael Correa. In 2017 verloor hij ternauwernood van voormalig vice-president Lenín Moreno, maar Lasso gaf aanvankelijk niet toe, omdat hij stemfraude vermoedde.
In de tweede ronde van de verkiezingen van 2021 versloeg Lasso Andres Arauz met 52% van de stemmen. Hij werd op 24 mei 2021 beëdigd als president.
In 2023 steunde een meerderheid van de nationale vergadering een resolutie waarin Lasso werd beschuldigd van het laten voortduren van een corrupt contract na zijn aantreden in 2021. Een afzettingsproces begon, het eerste tegen een Ecuadoriaanse president in decennia, maar Lasso zei dat deze politiek was gemotiveerd en een ernstige crisis heeft veroorzaakt die de democratie bedreigt. Op 17 mei 2023 besloot hij het parlement te ontbinden. Hij kon per decreet regeren tot de volgende verkiezingen die werden gehouden op 20 augustus 2023. Voorafgaand aan die verkiezingen woedde een onrustige periode waarin een van de presidentskandidaten, Fernando Villavicencio, werd vermoord. Geen van de kandidaten kreeg een meerderheid van stemmen, zodat er op 15 oktober een tweede ronde werd gehouden. Deze werd met 52% van de stemmen gewonnen door de centrumrechtse Daniel Noboa. Op 23 november 2023 droeg Lasso het presidentschap aan Noboa over.